# 215e division côtière
Pour les articles homonymes, voir 215e division.
La 215e division côtière (215ª Divisione Costiera) était une division d'infanterie de l'armée italienne pendant la Seconde Guerre mondiale. La division était basée à Tarente dans les Pouilles, une région côtière de l'Italie.
Les divisions côtières étaient des divisions de deuxième ligne, généralement formées d'hommes dans la quarantaine et la cinquantaine destinés à effectuer des tâches ouvrières. Les hommes recrutés localement étaient souvent commandés par des officiers appelés à la retraite. Leurs équipements étaient également de basse qualité.

## Ordre de bataille
- 6e régiment d'infanterie côtier
- 14e régiment d'infanterie côtier
- 108e régiment d'infanterie côtier
- 27e régiment d'artillerie côtier